# 1789年の相撲
1789年の相撲（1789ねんのすもう）は、1789年の相撲関係のできごとについて述べる。

## できごと
- 11月19日（旧暦）、谷風梶之助と小野川喜三郎とが横綱免許をうける。

## 興行
- 3月場所（江戸相撲）[1]
  - 興行場所:蔵前八幡宮境内
  - 4月21日（旧3月26日）より晴天10日間興行
- 8月場所（大坂相撲）[1]
  - 興行場所:難波新地
  - 9月5日（旧7月16日）より興行
- 11月場所（江戸相撲）[2]
  - 興行場所:深草八幡境内
  - 12月27日（旧11月11日）より興行